# Regió de Simiyu
Simiyu és una de les trenta regions administratives en les quals està dividida la República Unida de Tanzània. Va ser creada l'any 2012.
La seva principal població és la ciutat de Bariadi.

## Districtes
Aquesta regió es troba subdividida internament en cinc districtes:
- Bariadi
- Busega
- Itilima
- Maswa
- Meatu

## Territori i Població
La regió de Simiyu té una extensió de territori que abasta una superfície de 25,212 quilòmetres quadrats. Aquesta regió administrativa té una població de 1,584,157 persones. La densitat poblacional és de 63 habitants per cada quilòmetre quadrat de la regió.